# Rede Pantanal de Televisão
Rede Pantanal de Televisão (também chamada de RPT) foi uma rede de televisão regional brasileira afiliada à Rede Record, sediada em Cáceres, Mato Grosso. Foi extinta em 2004, e chegou a ser formada por 3 emissoras.

## História
A rede foi inaugurada em 1992 por familiares do então deputado federal Elvis Antônio Klauk, com a fundação das emissoras TV Pantanal, canal 10 de Cáceres, TV Terra, canal 13 de Tangará da Serra, e TV Vale do Jauru, canal 13 de Mirassol d'Oeste. Todas as 3 emissoras se afiliaram, em sua fundação, à Rede Manchete.
Em 11 de dezembro de 1997, por motivos financeiros, a TV Terra é vendida à Rede Matogrossense de Televisão, e a TV Vale do Jauru deixa de produzir programas locais, passando a repetir integralmente a programação da TV Pantanal.
Em 1998, a TV Pantanal se afilia à Rede Record, mudando também a afiliação da TV Vale do Jauru. No mesmo ano, a emissora miradolense passa a operar no canal 11 VHF.
Em maio de 2004, é feita a polêmica venda da TV Pantanal a familiares do político de Cáceres, Ricardo Henry. Com isso, a TV Vale do Jauru deixou oficialmente a Rede Pantanal de Televisão, se tornando uma repetidora da Rede Record, o que caracterizou a extinção da rede.

## Emissoras
| Emissora         | Canal | Cidade de origem | Período   |
| ---------------- | ----- | ---------------- | --------- |
| TV Pantanal      | 10    | Cáceres          | 1991-2004 |
| TV Terra         | 13    | Tangará da Serra | 1991-1997 |
| TV Vale do Jauru | 11    | Mirassol d'Oeste | 1991-2004 |

## Programas
Além de retransmitir a programação da Rede Manchete, as emissoras da Rede Pantanal de Televisão também produziam programas locais:

### TV Pantanal
- 4° Poder
- Cadeia Neles
- Cidade Alerta
- É Legal
- Jornal da Manhã
- Mercado Livre
- Pantanal Alerta
- Pantanal em Manchete

### TV Terra
- Esportes da Terra
- Terra em Manchete
- Meu Pedacinho de Chão

### TV Vale do Jauru
- Vale do Jauru em Manchete